# Stepańscy
Stepańscy – ród kniaziowski (książęcy) pochodzenia litewskiego, który wziął swoje nazwisko od Stepania na Wołyniu.
Właściwie znani są tylko dwaj przedstawiciele tego nazwiska: Siemion kniaź Stepański, będący synem Jawnuty Iwana i wnukiem wielkiego księcia litewskiego Giedymina oraz kniaź Iwan Stepański - syn albo wnuk wspomnianego Siemiona, występujący w XV-wiecznych dokumentach.
Ród wygasł najprawdopodobniej na wyżej wymienionym Iwanie, albowiem Stepań dostał się przed 1452 r. w ręce kniazia Jurija Siemionowica Holszańskiego, który być może był spowinowacony ze Stepańskimi.